# Pernille Sanvig
Pernille Sanvig (* 26. November 2005) ist eine dänische Fußballspielerin. Seit dem 1. Februar 2024 ist sie Vertragsspielerin von Eintracht Frankfurt.

## Karriere

### Vereine
Sanvig war während ihrer Jugendzeit jeweils zwei Spielzeiten für Fortuna Hjørring und Kolding Q aktiv. Zur Spielzeit 2021 rückte sie in die erste Mannschaft auf. Ihr Debüt in der Gjensidige Kvindeliga, der höchsten Spielklasse im dänischen Frauenfußball, gab sie am 11. September 2021 (6. Spieltag) bei der 0:1-Niederlage im Heimspiel gegen den FC Thy-Thisted Q als Einwechselspielerin in der 86. Minute. In der Folgespielzeit bestritt sie – nunmehr für den unter dem Namen Kolding IF bezeichneten Verein – alle 14 Saisonspiele und erzielte am 24. September 2022 (6. Spieltag) beim 2:0-Sieg im Heimspiel gegen Fortuna Hjørring mit dem Treffer zum Endstand in der 83. Minute ihr einziges Tor für ihren Verein. Des Weiteren bestritt sie sechs Spiele im nationalen Pokalwettbewerb, in denen ihr zwei Tore gelangen.
Am 1. Februar 2024 wurde sie vom Bundesligisten Eintracht Frankfurt verpflichtet, der sie bis zum 30. Juni 2026 unter Vertrag nahm. Zunächst wurde sie vom 10. März (16. Spieltag) bis zum 5. Mai 2024 (23. Spieltag) in sechs Punktspielen für die Zweitvertretung in der 2. Bundesliga eingesetzt. Ihr Debüt für die erste Mannschaft war zugleich auch ihr Debüt in der höchsten Spielklasse. Am 20. Mai 2024 (22. Spieltag) wurde sie in der Bundesliga-Begegnung mit dem 1. FC Köln eingesetzt. Beim 1:0-Auswärtssieg wurde sie in der Nachspielzeit für Géraldine Reuteler eingewechselt. Ihr erstes Bundesligator erzielte sie am 9. Februar 2025 (14. Spieltag) beim 9:0-Sieg im Heimspiel gegen den 1. FFC Turbine Potsdam mit dem Treffer zum Endstand in der zweiten Minute der Nachspielzeit.

### Nationalmannschaft
Sanvig debütierte als Nationalspielerin für die U16-Nationalmannschaft, die am 9. Juli 2021 das in Freundschaft ausgetragene Länderspiel gegen die U16-Nationalmannschaft Schwedens mit 0:3 verlor; es blieb der einzige Einsatz in dieser Altersklasse.
Für die U17-Nationalmannschaft bestritt sie vom 6. Oktober 2021 bis zum 9. Mai 2022 neun Länderspiele, in denen ihr ein Tor gelang. Nachdem sie in der ersten und zweiten Qualifikationsrunde für die Europameisterschaft 2022 in Bosnien und Herzegowina insgesamt vier Spiele bestritten hatte, nahm sie mit ihrer Mannschaft auch an der Endrunde teil. Sie bestritt alle drei Spiele in der Gruppe A und erzielte im zweiten Gruppenspiel gegen die Mannschaft des Gastgebers, beim 6:0-Sieg, den 1:0-Führungstreffer in der fünften Minute. Als Gruppendritter war für sie und ihre Mannschaft das Turnier vorzeitig beendet.
Für die U19-Nationalmannschaft debütierte sie am 31. August 2022 in Oeiras bei der 0:2-Niederlage gegen die U19-Nationalmannschaft Portugals als Einwechselspielerin in der 70. Minute. Im September und November bestritt sie jeweils zwei weitere Freundschaftsländerspiele, gegen die U19-Nationalmannschaften Finnlands, Österreichs und zweimal gegen die der Schweiz. Im weiteren Verlauf bestritt sie jeweils drei Spiele in der ersten und zweiten Qualifikationsrunde für die Europameisterschaft 2023 in Belgien, so auch für die Europameisterschaft 2024 in Litauen. Davor und danach wurde sie 2023 in vier (darunter gegen die U19-Nationalmannschaft Deutschlands) und 2024 in zwei weiteren Freundschaftsspielen eingesetzt.